# Cabassous
Cabassous is een geslacht van gordeldierachtige zoogdieren uit de familie Chlamyphoridae. De wetenschappelijke naam van het geslacht werd in 1831 gepubliceerd door Henry McMurtrie.

## Soorten
Er worden 5 soorten in dit geslacht geplaatst:
- Cabassous centralis (Miller, 1899) – Midden-Amerikaans kaalstaartgordeldier
- Cabassous chacoensis Wetzel, 1980 – Chacokaalstaartgordeldier
- Cabassous squamicaudis (Lund, 1845)
- Cabassous tatouay (Desmarest, 1804) – Groot kaalstaartgordeldier
- Cabassous unicinctus (Linnaeus, 1758) – Zuidelijk kaalstaartgordeldier